# Nephodia albithorax
Nephodia albithorax är en fjärilsart som beskrevs av W. Warren 1907. Nephodia albithorax ingår i släktet Nephodia och familjen mätare. Inga underarter finns listade i Catalogue of Life.